# Inioteuthis maculosa
Inioteuthis maculosa är en bläckfiskart som beskrevs av Goodrich 1896. Inioteuthis maculosa ingår i släktet Inioteuthis och familjen Sepiolidae. IUCN kategoriserar arten globalt som livskraftig. Inga underarter finns listade i Catalogue of Life.